# Luigi Pieroni
Luigi Pieroni (ur. 8 września 1980 w Liège) – belgijski piłkarz występujący na pozycji napastnika.

## Kariera klubowa
Luigi Pieroni zawodową karierę rozpoczął w klubie ze swojego rodzinnego miasta – Standardzie Liège. Tam jednak w pierwszej drużynie nie rozegrał ani jednego meczu i przeniósł się do RFC Liège. W tym zespole wystąpił aż w 104 spotkaniach, w których 30 razy wpisał się na listę strzelców.
Dobra gra w barwach tego klubu sprawiła, że Pieronim zainteresował się pierwszoligowy Excelsior Mouscron, z którym Belg podpisał kontrakt w 2003. Już w pierwszym sezonie w nowym zespole Pieroni w 30 meczach strzelił 28 goli i został królem strzelców ligowych rozgrywek. Dobra dyspozycja została zauważona przez wiele zagranicznych klubów. Ostatecznie snajper Mouscron przeniósł się do Francji, gdzie został graczem AJ Auxerre. Rozegrał tam 75 spotkań i zaliczył 20 trafień, po czym został sprzedany do FC Nantes. W ekipie „Kanarków” Belg miał już gorszą skuteczność, bowiem w 14 ligowych pojedynkach tylko 1 raz udało mu się wpisać na listę strzelców.
Następnie Pieroni został wypożyczony do RC Lens, jednak tam także nie spełnił pokładanych w nim nadziei. W styczniu 2008 na tej samej zasadzie przeszedł do Anderlechtu, a następnie podpisał kontrakt z Valenciennes FC. W jego barwach zadebiutował 9 sierpnia 2008 w wygranym 1:0 ligowym meczu przeciwko AS Saint-Étienne, natomiast pierwszego gola zdobył 23 sierpnia w zwycięskim 3:1 spotkaniu z FC Lorient.
Na początku 2010 Pieroni powrócił do Belgii podpisując kontrakt z KAA Gent. Latem 2010 wrócił do Standardu. Następnie grał we francuskim Arles-Avignon, gdzie w 2013 roku zakończył karierę.
| Sezon   | Klub                  | Kraj    | Rozgrywki      | Mecze | Bramki | Rozgrywki Europy | Mecze | Bramki |
| ------- | --------------------- | ------- | -------------- | ----- | ------ | ---------------- | ----- | ------ |
| 2003/04 | Excelsior Mouscron    | Belgia  | Jupiler League | 30    | 28     | –                | –     | –      |
| 2004/05 | AJ Auxerre            | Francja | Ligue 1        | 30    | 6      | Liga Europy UEFA | 7     | 3      |
| 2005/06 | AJ Auxerre            | Francja | Ligue 1        | 33    | 12     | Liga Europy UEFA | 2     | 1      |
| 2006/07 | AJ Auxerre            | Francja | Ligue 1        | 17    | 3      | Liga Europy UEFA | 8     | 5      |
| 2006/07 | FC Nantes             | Francja | Ligue 1        | 14    | 1      | –                | –     | –      |
| 2007/08 | RC Lens (wyp.)        | Francja | Ligue 1        | 11    | 2      | Liga Europy UEFA | 2     | 0      |
| 2007/08 | RSC Anderlecht (wyp.) | Belgia  | Jupiler League | 12    | 3      | –                | –     | –      |
| 2008/09 | Valenciennes FC       | Francja | Ligue 1        | 10    | 2      | –                | –     | –      |
| 2009/10 | Valenciennes FC       | Francja | Ligue 1        | 2     | 0      | –                | –     | –      |
| 2009/10 | KAA Gent              | Belgia  | Jupiler League | 8     | 2      | –                | –     | –      |
| 2010/11 | Standard Liège        | Belgia  | Jupiler League | 19    | 2      | –                | –     | –      |
| 2011/12 | AC Arles-Avignon      | Francja | Ligue 2        | 18    | 3      | –                | –     | –      |
| 2012/13 | AC Arles-Avignon      | Francja | Ligue 2        | 4     | 0      | –                | –     | –      |

## Kariera reprezentacyjna
W reprezentacji Belgii Pieroni zadebiutował 18 lutego 2004 w pojedynku przeciwko Francji. Łącznie w drużynie narodowej wystąpił w 25 spotkaniach i strzelił 2 gole.